# Chinesischer Schatullenfarn
Der Chinesische Schatullenfarn (Cibotium barometz) ist eine Pflanzenart aus der Gattung Cibotium in der Ordnung der Baumfarne (Cyatheales).

## Beschreibung

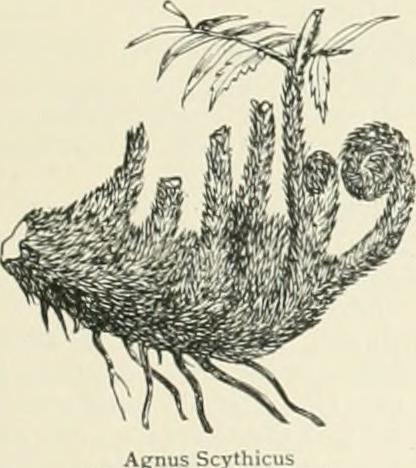
Abb. 1: Illustration aus The Century dictionary and cyclopedia, 1897, S. 140

Cibotium barometz wächst baumförmig, mit holzigem, dickem Rhizom, das von langen braunen Haaren bedeckt ist.
Die Blätter sind in Blattstiel und Blattspreite gegliedert. Die relativ dicken und oft über 1 Meter langen Blattstiele sind an ihrer Basis im Querschnitt dreieckig und dicht mit angedrückten, 10 bis 15 Millimeter langen Haaren besetzt. Die 1,5 bis 3 Meter lange Blattspreite ist doppelt gefiedert. Die Fiedern erster Ordnung sind 40 bis 80 Zentimeter lang und 15 bis 30 Zentimeter breit. Die Fiederblättchen sind zugespitzt und am Rand schwach gekerbt bis gesägt. Die Sori sitzen am Rand der Segmente der Fiederchen. Die Sporen sind blass gelblich.
Die Chromosomenzahl beträgt 2n = 136.

## Vorkommen
Das Verbreitungsgebiet umfasst das nordöstliche Indien, Myanmar, Thailand, Vietnam, den westlichen Teil der Malaiischen Halbinsel, Java bis Sumatra, die Ryūkyū-Inseln, den zentralen Teil von Insel Taiwan, das zentrale Tibet und die chinesischen Provinzen Chongqing, Fujian, Guangdong, Guangxi, Guizhou, Hainan, Hunan, Jiangxi, Sichuan, Yunnan sowie Zhejiang vor. Er wächst in China an offenen Standorten in Wäldern, an Waldrändern und in Tälern in feucht-warmer Umgebung in Höhenlagen von meist 200 bis 600 (unter 100 bis 1600) Metern. Häufig wächst er mit Alsophila spinulosa, Diplopterygium chinense oder Dicranopteris pedata zusammen. Er ist ein Indikator für bodensaure Standorte.

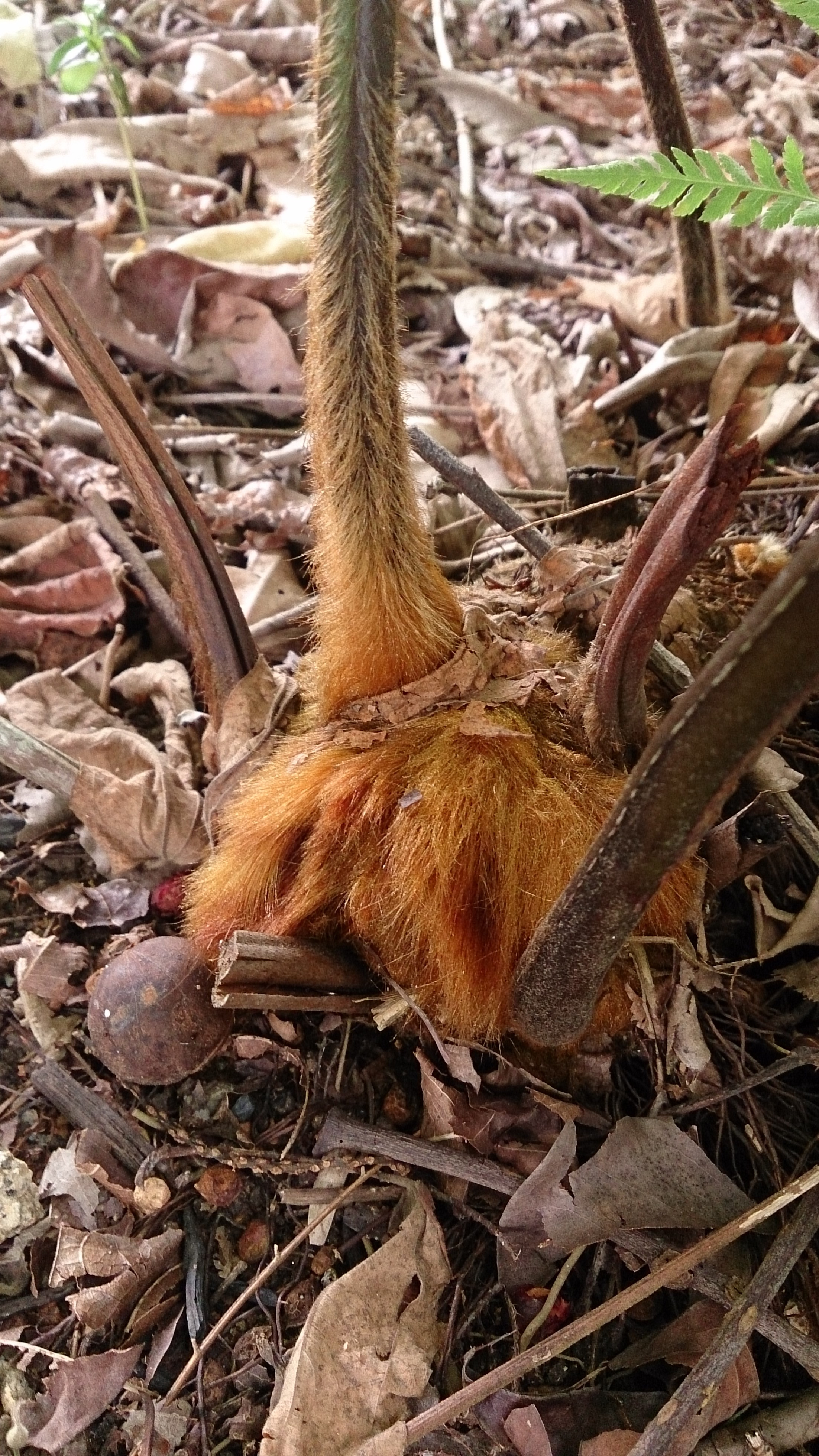
Abb. 2: Behaartes Rhizom

## Taxonomie
Die Erstveröffentlichung unter dem Namen (Basionym) Polypodium barometz erfolgte 1753 durch Carl von Linné in Species Plantarum, 2, Seite 1092. Die Neukombination zu Cibotium barometz (L.) J.Sm. wurde 1842 durch John Smith in London Journal of Botany, Volume 1, Seite 437 veröffentlicht. Weitere Synonyme für Cibotium barometz (L.) J.Sm. sind: Aspidium barometz  (L.) Willdenow, Balantium glaucescens  (Kunze) Link, Cibotium assamicum  Hooker, Cibotium djambianum  Hasskarl, Cibotium glaucescens  Kunze und Dicksonia barometz  (L.) Link.

## Namenserklärung
Das Rhizom ist verholzt und sehr dick und mit langen, weichen goldgelben Haaren bedeckt. Das erinnert im Aussehen an ein Lämmchen (Pflanzliches Lamm, Barometz) oder an einen Hund (vgl. Abb. 1). Daher auch das Artepitheton barometz von tatarisch baranetz für „Lämmchen“. Chinesisch heißt diese Art 金毛狗蕨,  jinmao goujue – „Goldhaarhundsfarn“ oder auch 金毛狗脊,  jinmao gouji – „Goldhaarhundsrücken“ oder Huanggoutou.

## Verwendung
Cibotium barometz wird in der traditionellen chinesischen Medizin unter der Bezeichnung as Gouji (rhizoma cibotii) verwendet. Die Spreuschuppen der jungen Blätter dienen auch als blutstillendes Mittel.